# Märkische Heide
Märkische Heide è un comune di 3 897 abitanti del Brandeburgo, in Germania.

Appartiene al circondario di Dahme-Spreewald.

## Storia
Il comune di Märkische Heide venne creato il 24 marzo 2003 dalla fusione dei comuni di Alt-Schadow, Dollgen, Dürrenhofe, Gröditsch, Groß Leine, Hohenbrück-Neu Schadow, Krugau, Kuschkow e Pretschen.

## Geografia antropica

### Suddivisioni amministrative
Il territorio comunale comprende 17 centri abitati (Ortsteil):
- Alt-Schadow
- Biebersdorf
- Dollgen
- Dürrenhofe
- Glietz
- Gröditsch
- Groß Leine
- Groß Leuthen
- Hohenbrück-Neu Schadow
- Klein Leine
- Krugau
- Kuschkow
- Leibchel
- Plattkow
- Pretschen
- Schuhlen-Wiese
- Wittmannsdorf-Bückchen

## Società

### Evoluzione demografica
- Sviluppo della popolazione dal 1875 entro gli attuali confini (Linea Blu: Popolazione; Linea puntata: Confronto dello sviluppo della popolazione dello stato del Brandenburgo; Sfondo grigio: Ai tempi del governo nazista; Sfondo rosso: Al tempo del governo comunista)
- Sviluppo recente della popolazione (Linea blu) e previsioni

| Anno | Abitanti |
| ---- | -------- |
| 1875 | 6 257    |
| 1890 | 6 070    |
| 1910 | 5 747    |
| 1925 | 5 511    |
| 1933 | 5 279    |
| 1939 | 5 064    |
| 1946 | 8 101    |
| 1950 | 7 730    |
| 1964 | 6 031    |
| 1971 | 5 870    |
| 1981 | 5 347    |

| Anno | Abitanti |
| ---- | -------- |
| 1985 | 5 193    |
| 1989 | 5 184    |
| 1990 | 5 134    |
| 1991 | 5 062    |
| 1992 | 5 148    |
| 1993 | 5 145    |
| 1994 | 4 984    |
| 1995 | 4 989    |
| 1996 | 4 977    |
| 1997 | 4 981    |

| Anno | Abitanti |
| ---- | -------- |
| 1998 | 5 000    |
| 1999 | 4 975    |
| 2000 | 4 980    |
| 2001 | 4 946    |
| 2002 | 4 899    |
| 2003 | 4 841    |
| 2004 | 4 772    |
| 2005 | 4 760    |
| 2006 | 4 684    |
| 2007 | 4 585    |

| Anno | Abitanti |
| ---- | -------- |
| 2008 | 4 464    |
| 2009 | 4 396    |
| 2010 | 4 313    |
| 2011 | 4 137    |
| 2012 | 4 067    |
| 2013 | 4 002    |
| 2014 | 3 989    |
| 2015 | 3 954    |
| 2016 | 3 915    |
| 2017 | 3 880    |

| Anno | Abitanti |
| ---- | -------- |
| 2018 | 3 893    |
| 2019 | 3 894    |
| 2020 | 3 904    |

Fonti dei dati sono nel dettaglio nelle Wikimedia Commons..

## Amministrazione

### Gemellaggi
- Nordwest-Overijssel
- Tuczno